# D-Pantethin
D-Pantethin ist eine chemische Verbindung. Es handelt sich um ein Disulfid, das aus zwei Molekülen Pantethein durch Oxidation ihrer Sulfhydrylgruppen (–SH) entsteht.
Die Pantothensäure ist ein Baustein von Pantethein. Und Pantethein wiederum ist ein Baustein des Coenzyms A.

## Gewinnung und Darstellung
Pantethin kann durch Kondensation von β-Alethin-Dihydrochlorid und Pantolacton synthetisiert werden. Es sind jedoch auch weitere Methoden bekannt.

## Eigenschaften
D-Pantethin ist ein farbloser Feststoff, der löslich in Wasser ist. Durch Säuren wird die Verbindung hydrolisiert.

## Verwendung
D-Pantethin wird als Nahrungsergänzungsmittel und zur Herstellung von Coenzyms A verwendet.